# Тур'я (притока Сенної)
Тур'я, Турея (біл. Тур’я́, Турэя) — річка в Білорусі, в Краснопільському районі Могильовської області, ліва притока річки Сенна (басейн Сожу).
Довжина річки 28 км. Площа водозбору 188 км². Середній нахил водної поверхні 1 м/км. Витік річки знаходиться в напрямку на північний схід від села Класина. Впадає до Сенної приблизно за 2 км на південний схід від села Пільня. Водозбір у межах Оршансько-Могильовської рівнини. Русло каналізоване у верхній і середній течії.
На річці розташоване місто Костюковичі.